# Större flatbagge
Större flatbagge (Peltis grossa) är en skalbaggsart som först beskrevs av Carl von Linné 1758.  Större flatbagge ingår i släktet Peltis, och familjen flatbaggar. Enligt den svenska rödlistan är arten sårbar i Sverige. Arten förekommer i Götaland, Svealand, Nedre Norrland och Övre Norrland. Arten har tidigare förekommit på Gotland men är numera lokalt utdöd. Artens livsmiljö är skogslandskap.

## Bildgalleri

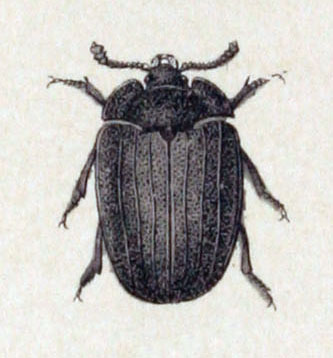
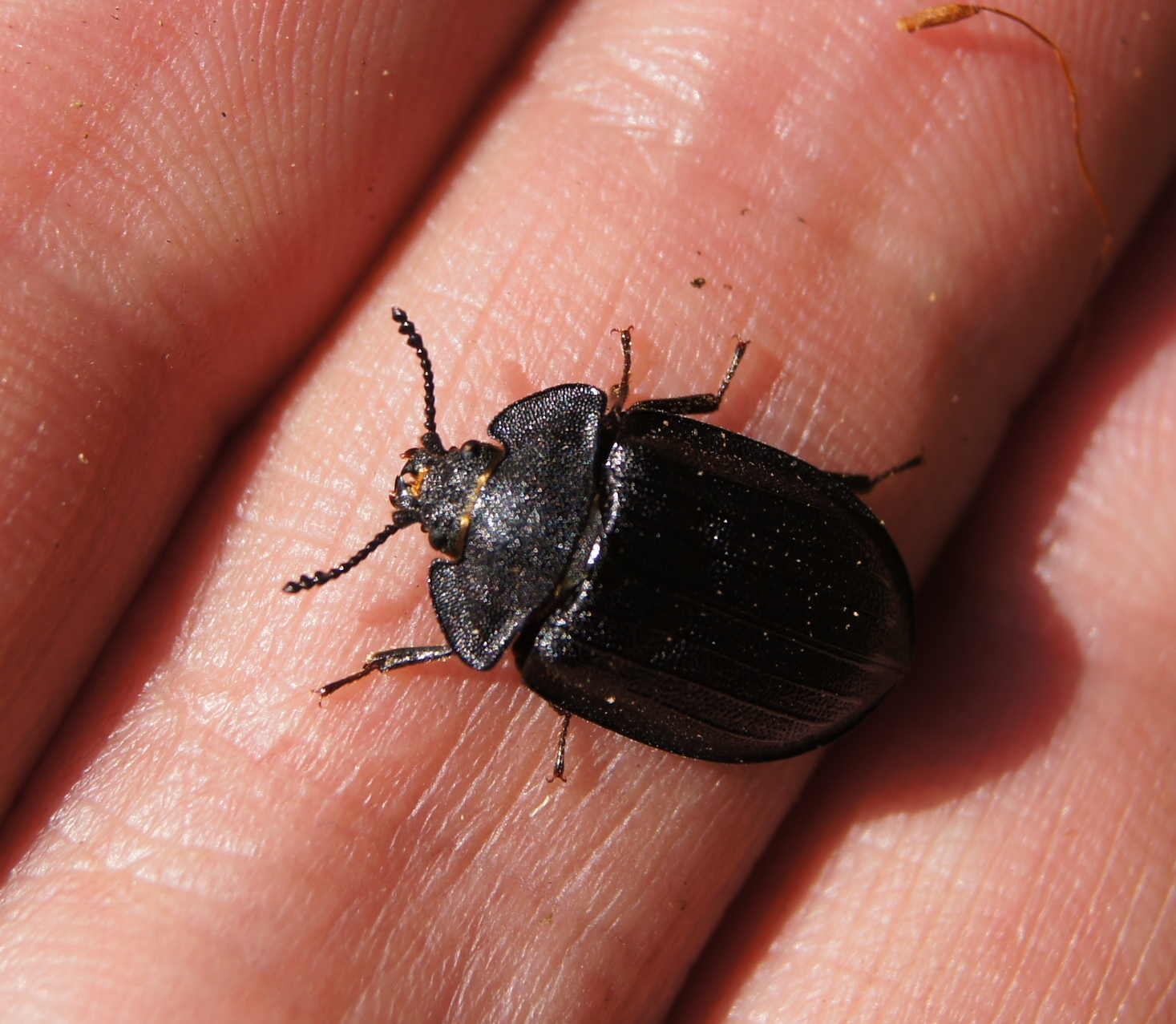
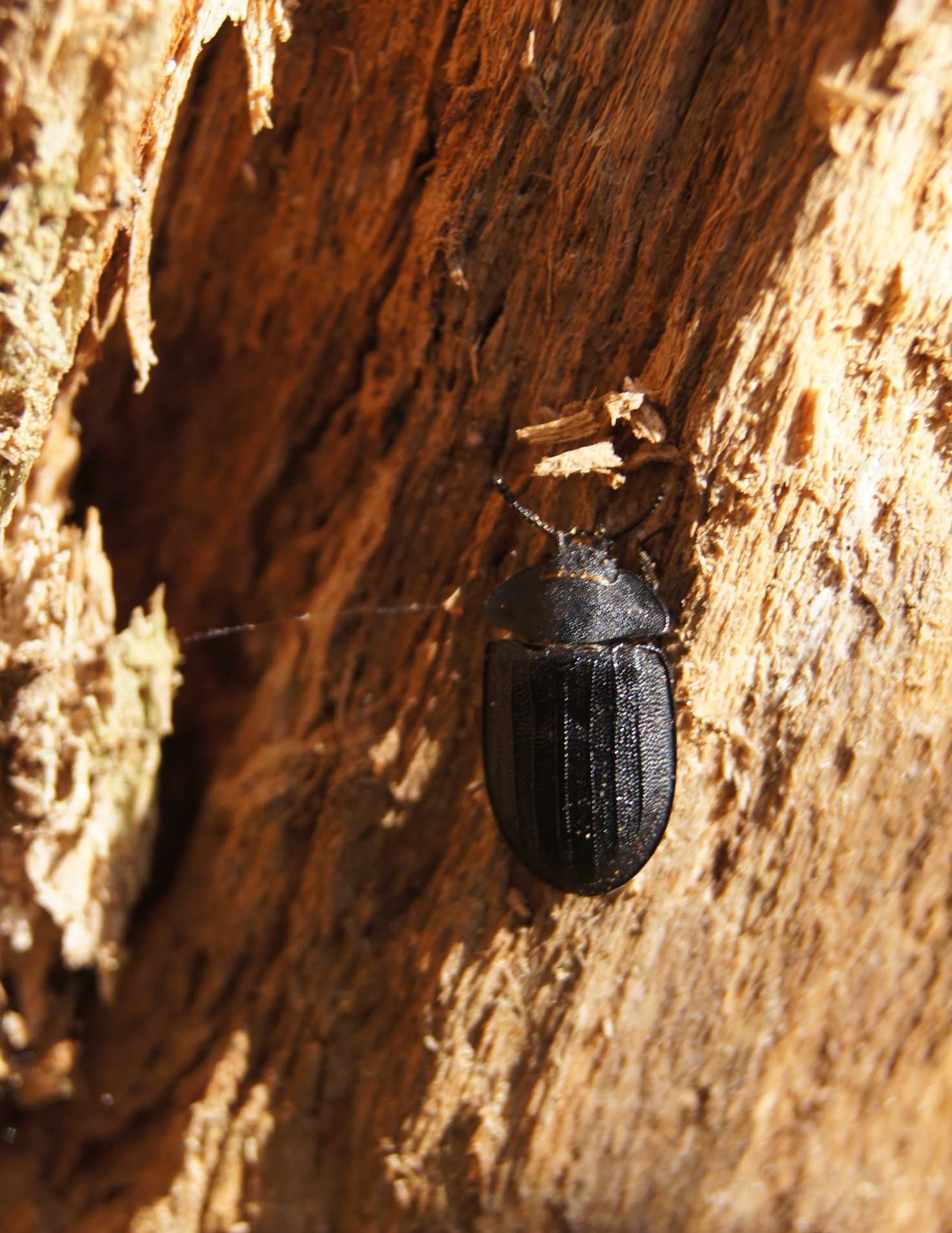
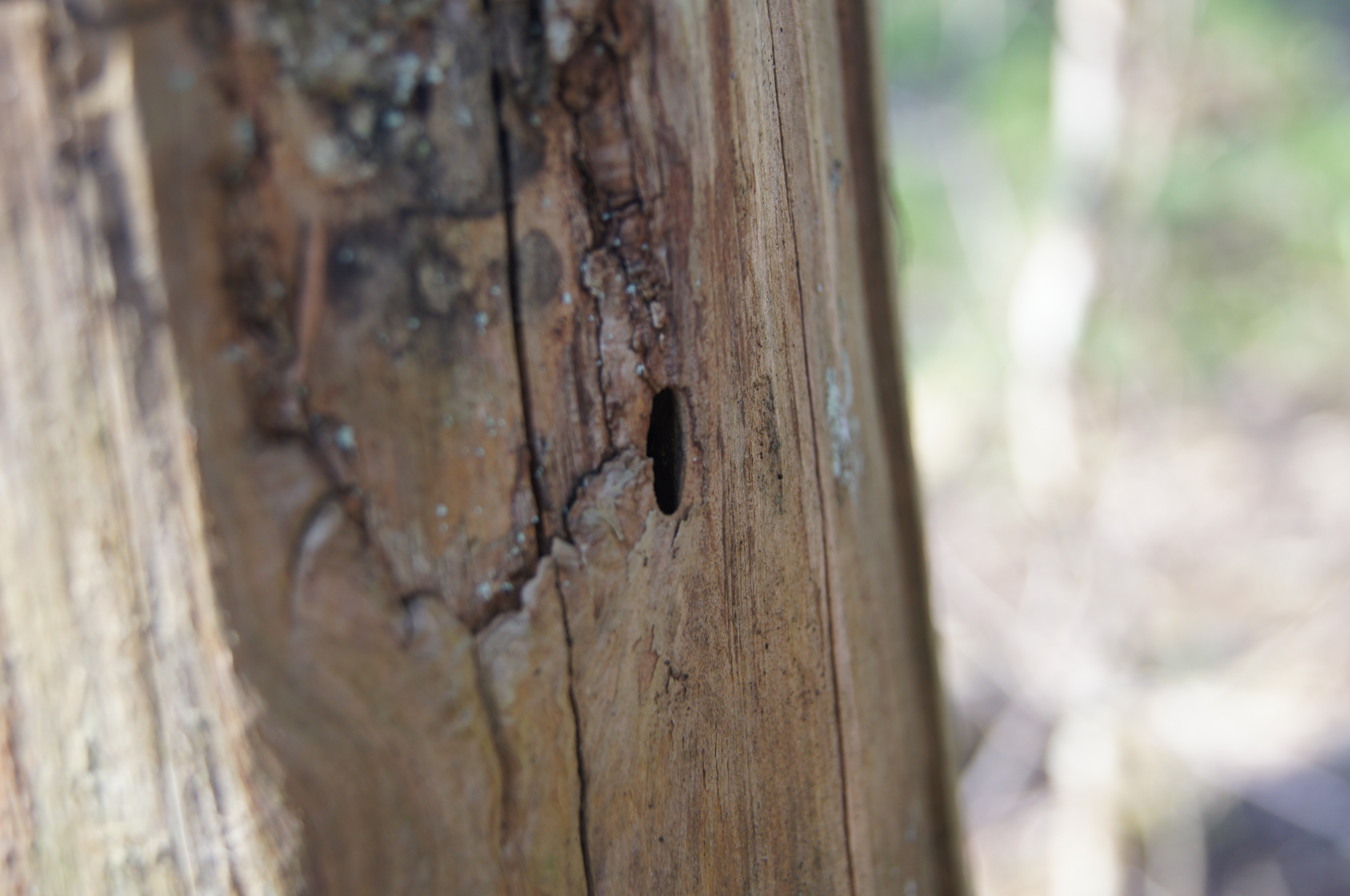
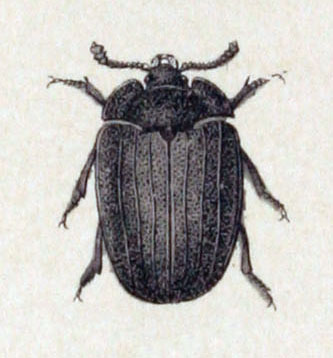
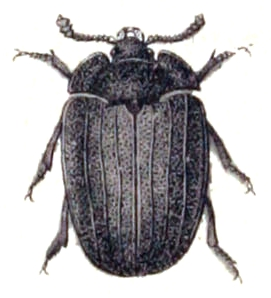